# Eliad Cohen
Eliad Cohen (en hebreo: אליעד כהן‎ (Acre, 11 de mayo de 1988) es un productor, actor, modelo y emprendedor israelí. Es el cofundador de Gay-ville, y una personalidad gay en Israel gracias a ser escogido como modelo principal en el Spartacus International Gay Guide en la temporada de 2011-2012.

## Carrera
Tras finalizar sus estudios en el instituto, sirvió en las Fuerzas de Defensa de Israel. Tras cumplimentar su etapa obligatoria en el ejército, se trasladó a Tel Aviv, donde trabajó como camarero en varios bares y pubs. Además, antes de convertirse en una personalidad en su país, Eliad participó como modelo y actor en varios anuncios televisivos.
Es conocido por su función de presentador del Arisa party series, primer festival internacional de la música Mizrahi. En noviembre de 2011, el Arisa party line viajó a São Paulo (Brasil) donde Eliad y el resto del equipo Arisa estuvo presentando delante de una audiencia de casi mil personas.
Es el cofundador de Gay-ville (aka G-ville) y también es el fundador del PAPA Party, una fiesta asociada al Tel Aviv Gay Pride que ha sido lanzada internacionalmente en varios eventos estadounidenses, canadienses, europeos y locales latinoamericanos.
En febrero de 2013, los lectores de la revista Out le votaron en la segunda posición en el "Top 10: Elegible Bachelors". Además, su aspecto y sus declaraciones han creado diversa controversia en países como España, donde el fotógrafo Juan Pablo Santamaría describió a Eliad Cohen con el provocativo título "Eliad Cohen: El nuevo mesías de Israel".

En 2017 se conoció la noticia de su participación en el reality show español Supervivientes, el cual debió abandonar de manera forzada debido a una lesión.
En 2020 creó su perfil en OnlyFans, alegando que había decidido abrir su cuenta para compartir toda su rutina de entrenamiento, dieta y consejos; agregando también que no tendría contenido sexual. Sin embargo, en 2022 apareció completamente desnudo y mostrando sus nalgas en un vídeo junto al actor pornográfico Imanol Brown.